# Jumma Genaro
Jumma Genaro (Omdurmán, Sudán; 28 de febrero de 1988) es un futbolista de Sudán del Sur que juega en la posición de guardameta y que actualmente milita en el Hay Al-Wadi SC de la Primera División de Sudán.

## Carrera

### Club
| Periodo   | Club                       |
| --------- | -------------------------- |
| 2004–2007 | Al-Nijoom Ombada           |
| 2007–2009 | Al-Alamein Khartoum        |
| 2010      | Al-Ahly Shendi             |
| 2010–2014 | Al-Hilal Omdurman          |
| 2015–2017 | Kober SC                   |
| 2015–2017 | Al-Hilal Omdurman (cedido) |
| 2018–2019 | Al-Hilal Omdurman          |
| 2019–     | Hay Al-Wadi SC             |

### Selección nacional
Debutó con Sudán del Sur el 10 de julio de 2012 en un partido amistoso ante Uganda, el cual fue el primer partido oficial de Sudán del Sur luego de su independencia. Actualmente cuenta con 30 apariciones con la selección nacional.

## Logros
- Al-Hilal Club
- Primera División de Sudán (5): 2010, 2012, 2014, 2016, 2017
- Copa de Sudán (2): 2011, 2016